# John Kay (schietspoel)

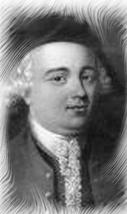
John Kay.

John Kay (Bury, 17 juni 1704 - Frankrijk, circa 1779) was een Britse uitvinder, die in 1733 de schietspoel uitvond, waarmee de mechanisatie van het weven in de textielindustrie een belangrijke impuls kreeg, en hiermee de Industriële Revolutie.
John Kay is naamgenoot maar geen familie van de laat-18e-eeuwse Engelse klokkenmaker en uitvinder John Kay, die in 1769 het eerste waterframe voor Richard Arkwright vervaardigde.

## Levensloop
Kay werd geboren in de buurt van de plaats Bury in Greater Manchester als vijfde zoon van een herenboer. Tot zijn 14e volgde hij het lager en middelbaar onderwijs, waarna hij verder door zijn moeder opgeleid werd. Hij ging een maand in de leer bij een maker van kammen voor het weefgetouw, waarna hij meende het vak te beheersen.
Zijn eerste ontwerp was een metalen vervanging van de traditionele kam van het weefgetouw, die hij in heel Engeland wist af te zetten. Hiervoor reisde hij heel wat af, want dit metalen deel diende ter plaatse pas gemaakt te worden. In 1725 trouwde hij een vrouw uit Bury, waarna in 1726 een dochter en in 1728 zoon werd geboren.
Vanaf de jaren 1730 vond hij verschillende apparaten en machines uit, die een bijdrage leverden aan de mechanisatie van de textielindustrie. Dit werd hem niet in dank afgenomen. Eind jaren 1740 overvielen textielarbeiders zijn huis, wat een reden was voor zijn vertrek naar Frankrijk. Een andere reden was, dat hij nauwelijks kon profiteren van zijn patentrechten. Deze werden regelmatig geschonden, waarvoor hij geregeld rechtszaken voerde, die hem bijna al zijn geld kostten.
In 1747 vertrok hij naar Frankrijk, waar hij zijn werk voor een hoge lumpsum (honorarium) aan de Franse overheid probeerde te verkopen. Hij schikte uiteindelijk voor een klein jaarlijks pensioen in ruil voor zijn patenten en de instructie hoe deze gebruikt konden worden in de Normandische textielindustrie. Hij verkreeg ook het alleenrecht om een productie op te zetten in Parijs, waarvoor hij drie van zijn zoons liet overkomen. Hij stierf uiteindelijk rond 1780 in Frankrijk.

## Werk

### Schietspoel
In 1730 patenteerde hij een machine om draad te vlechten, en in 1733 de schietspoel. Samen met een medefirmant begon hij in het Zuidwest-Engelse Colchester met de productie van deze schietspoel.
De schietspoel bestaat uit een rechte houten schuit waarvan beide uiteinden puntig toelopen en met ijzer zijn versterkt. In de schietspoel bevindt zich een klosje waarop het inslaggaren is gewonden. De schuit bevindt zich in een langwerpige spoelbak waarin zich een stootkussen bevindt. Ze wordt dan via een stootkussen door de kettingdraden (de sprong) geslagen en schiet dan aan de andere zijde in een soortgelijke bak. Tijdens de beweging van de schietspoel wordt het inslaggaren in het weefsel gebracht.

### Verdere gevolgen

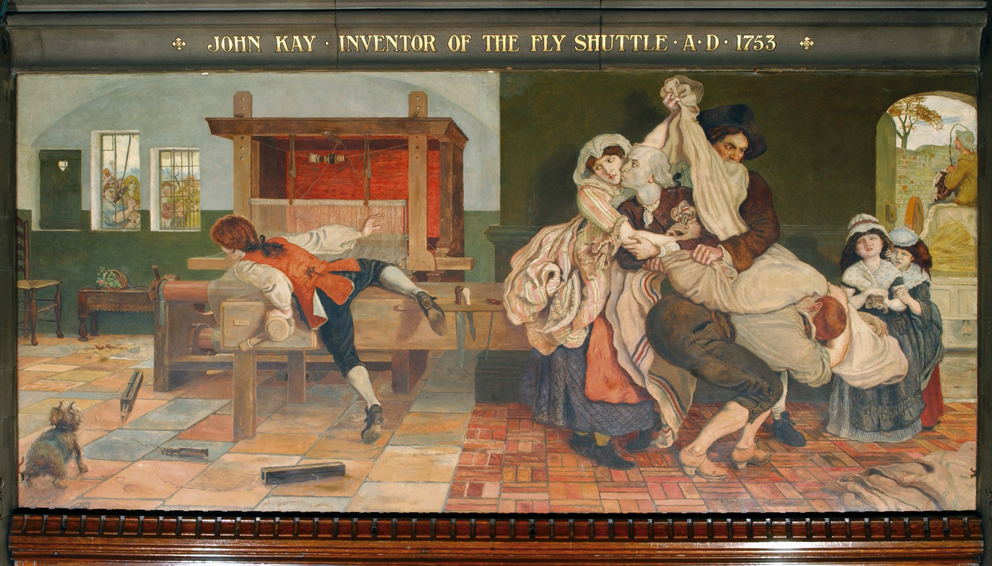
Plakkaat van Ford Madox Brown ter ere van Kay op het stadhuis van Manchester.

De wevers in de buurt voelden zich in eerste instantie bedreigd in hun voortbestaan, en vroegen de Koning in een petitie om deze productie stoppen.
Een ander, verstrekkender, gevolg was een onbalans door de productiviteitsstijging van wevers. De productiviteit van het weven werd met een factor drie verhoogd, waardoor de spinners de vraag niet meer aankonden. Dit was een grote stimulans voor de mechanisatie van het spinnen, wat James Hargreaves dertig jaar later wist te realiseren met de uitvinding van de Spinning Jenny.
In Frankrijk heeft de grootschalige toepassing van de schietspoel rond 1753 geleid tot het begin van de mechanisatie in de Franse textielindustrie.
Verschillende van de apparaten die Kay heeft ontworpen zijn nog te zien in het Bradford Industrial Museum in de Midden-Engelse plaats Bradford.